# Andrenosoma rubidum
Andrenosoma rubidum là một loài ruồi trong họ Asilidae. Andrenosoma rubidum được Williston miêu tả năm 1901. Loài này phân bố ở vùng Tân nhiệt đới.